# Wilhelm Nils Fresenius
Wilhelm Nils Fresenius  (* 17. Juli 1913 in Berlin; † 31. Juli 2004 in Wiesbaden) war ein deutscher Chemiker und Geschäftsführer des Institutes Fresenius (Labordienstleister für Lebensmittelprüfung).

## Leben
Sein Vater war der Chemiker Ludwig Fresenius (1886–1936). Nach einem Chemiestudium promovierte er 1939 an der Universität Frankfurt. 1949 übernahm er die Leitung des von seinem Urgroßvater Carl Remigius Fresenius gegründeten Chemischen Laboratoriums. Unter seiner Leitung wurde das Institut Fresenius in Taunusstein zum bundesdeutschen Marktführer für Lebensmittelanalytik. Er betätigte sich 20 Jahre lang als Abgeordneter in der Wiesbadener Stadtverordnetenversammlung und war CDU-Fraktionsvorsitzender.
Nach ihm ist die Fachhochschule Fresenius in Idstein und die Wilhelm Fresenius Klinik in Wiesbaden benannt. Außerdem war er Ehrenbürger der Stadt Wiesbaden.
In seiner wissenschaftlichen Arbeit bemühte er sich um die Verbesserung der Qualität von Trink- und Mineralwasser und anderer Lebensmittel.
Zeit seines Lebens war er kirchlich engagiert und jahrelanger Vorsitzender des Kirchenvorstandes der evangelischen Bergkirchengemeinde in Wiesbaden.

## Ehrungen und Auszeichnungen
- 1967: Honorarprofessor der Johannes Gutenberg-Universität Mainz
- 1977: Carl-Duisberg-Plakette
- 1980: Verdienstkreuz 1. Klasse des Verdienstordens der Bundesrepublik Deutschland
- 1985: Ehrenbürger der Stadt Wiesbaden
- 1998: Großes Verdienstkreuz des Verdienstordens der Bundesrepublik Deutschland
- 1999: Ehrenmitglied des Nassauischen Vereins für Naturkunde
- 2000: Goethe-Plakette des Landes Hessen